# Julián Gállego Serrano
Julián Gállego Serrano (Saragossa, 7 de gener de 1919 - Madrid, 21 de maig de 2006) va ser un intel·lectual i historiador de l'art espanyol. Expert en la vida i obra de Diego Velázquez i Pablo Picasso, va ser considerat fins a la seva mort com una autoritat en l'estudi de les dues figures.

## Biografia
Gállego desenvolupar un primerenc gust per les lleis, el que el va portar a estudiar Dret. Aviat descobriria, però, que la seva vocació era l'estudi de l'art en totes les seves facetes i va viatjar a París, on es va doctorar en Història de l'Art a la Universitat de la Sorbona. Allà va exercir, per primera vegada en la seva vida, la docència.
De retorn a Espanya va aconseguir una feina com a professor a la Universitat Complutense de Madrid, que Gállego exerciria fins al 1986.
El va 1969 comissariar al Metropolitan Museum of Art de Nova York una presentació sobre la vida i l'art de Velázquez. Aquest mateix any va escriure un dels seus primers articles periodístics, per a la revista Goya.
Gállego desenvolupar un primerenc gust per les lleis, el que el va portar a estudiar dret. Aviat descobriria, però, que la seva vocació era l'estudi de l'art en totes les seves facetes i va viatjar a París, on es va doctorar en Història de l'Art a la Universitat de la Sorbona. Allà va exercir, per primera vegada en la seva vida, la docència.
De retorn a Espanya va aconseguir una feina com a professor a la Universitat Complutense de Madrid, ja que Gállego exerciria fins a 1986.
En 1969 comissariar al Museu Metropolità d'Art en Nova York, una presentació sobre la vida i l'art de Velázquez. Aquest mateix any va escriure un dels seus primers articles periodístics, per a la revistaGoya.
París va conèixer a Pablo Picasso, de qui anys més tard escriuria diversos textos analitzant la producció artística del malagueny.
Una malaltia el va deixar immòbil el 1996, i moriria a casa seva a Madrid el maig de 2006. A la seva mort, la Fundació Amics del Museu del Prado li va retre un homenatge.

## Distincions concedides
A més d'historiador de l'art, va tenir una faceta com a escriptor. El 1951 va obtenir el premi Amparo Balaguer per Fedra, la seva obra de teatre. Anys més tard, el 1965, li va ser concedit el Premi Leopoldo Alas per Apòcrifs espanyols.
El 1987 va ser admès com a Acadèmic de mèrit a la Reial Acadèmia de Belles Arts de San Fernando. També va tenir un destacat treball com a membre del Consell Científic del Museu del Prado, organisme que li va tributar, l'abril de 2003, un homenatge per la seva trajectòria com a historiador de l'art espanyol.

## Publicacions
- Visión y símbolos en la pintura española del Siglo de Oro (1972)
- Velázquez en Sevilla (1974)
- En torno a Goya (1978)
- Autorretratos de Goya (1978)
- Felipe IV, pintor (1979)
- Las majas de Goya (1981)
- Diego Velázquez (1983)
- Notas sobre el libro ilustrado a finales del siglo XIX (1984)
- Vida cortesana (1988)